# 考古資料

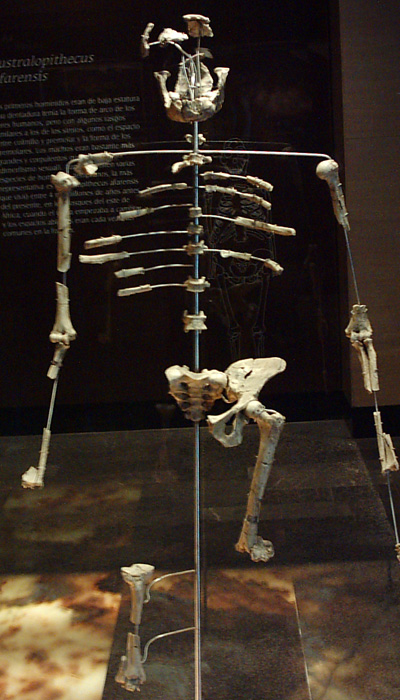
二足歩行の足跡が見つかったエチオピアの「ルーシー」（レプリカ）

考古資料（こうこしりょう）とは歴史を考察する一次資料（実物又は現象に関する資料）のうち、遺構・遺物など考古学的発見によって得られた資料、また考古学が対象として取り扱う資料の総称で、物質のうえにとどめられた人間活動の痕跡のすべてをさす。

## 概略

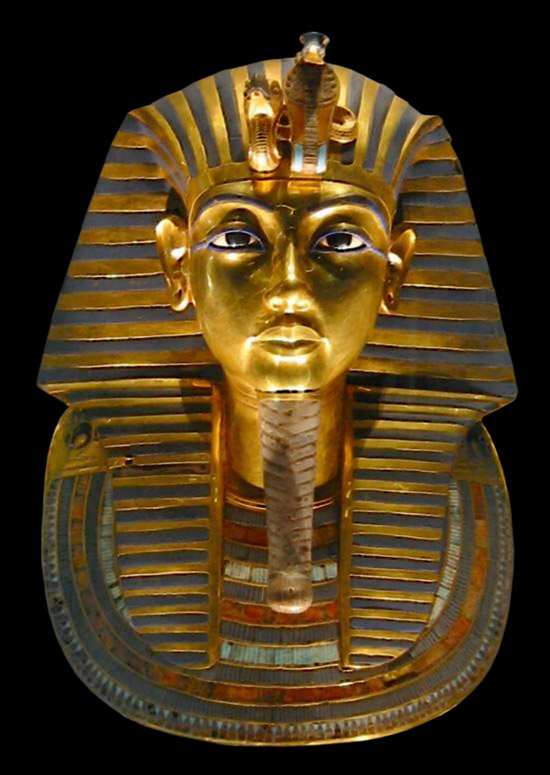
ツタンカーメン王の「黄金のマスク」

考古資料の代表例としては、土器や石器、金属器などの遺物、竪穴建物や土坑墓などの遺構など、人間の積極的な製作活動により残されたものが掲げられるが、これらのほかに、廃棄された獣骨や魚骨、石器製作に伴う石屑、無意識のうちに期せずして残された人間の足跡や車輪痕跡なども含み、これらの総体である遺跡全体が考古資料として扱われる。考古学における考古資料は、文献史学における文献資料に対応する。
考古資料は、時間的な位置づけとともに空間的な位置づけが研究においてきわめて重要視される点で美術品とは大きく異なり、むしろ古生物学における化石資料との共通点が多い。ともに出土した土層の層序や出土地点、出土状況が重視されるだけでなく、ともに発掘調査によって得られ、当該学問において根底となる基本資料であり、また、その資料には遺存しやすいものとしにくいものがあり、遺存状況としてもさまざまなレベルや様態があること、さらに、資料に依拠した復元的思考によって検討ないし追究されることなど、資料の入手方法や資料特性、分析方法などの諸点で、考古学・考古資料と古生物学・地質学・化石資料では共通点が少なくない。

## 歴史資料としての考古資料

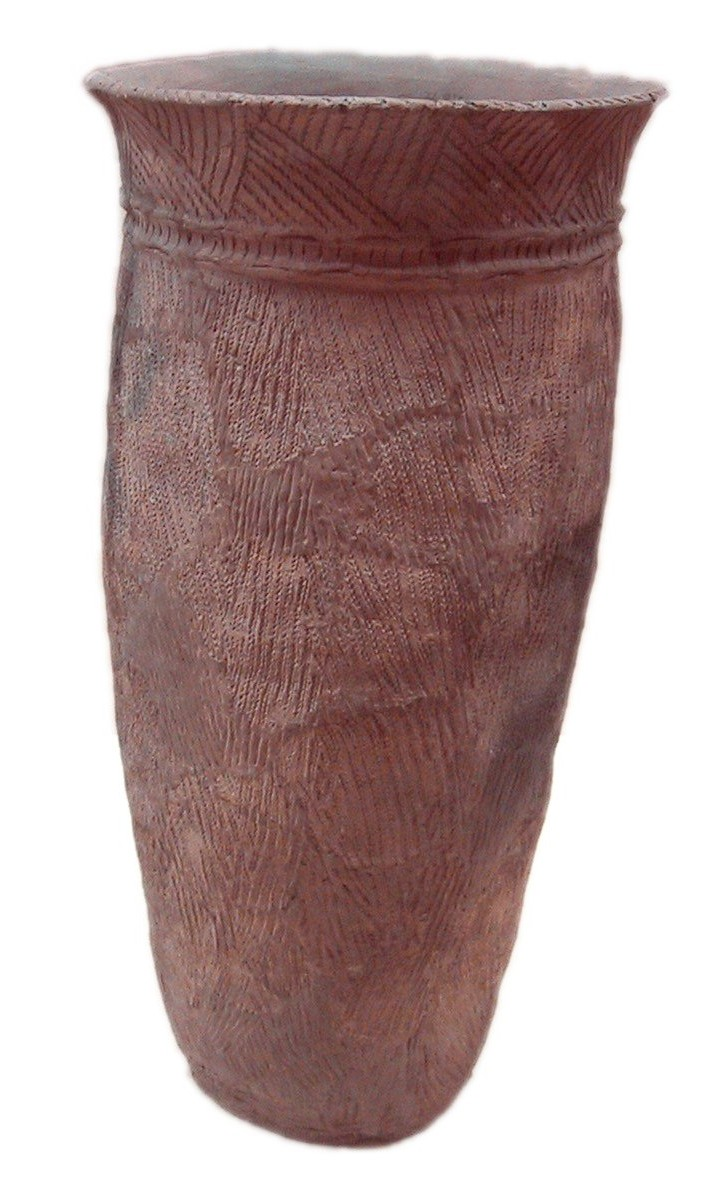
東北地方北部出土の円筒下層式土器

歴史資料の分類方法にはさまざまなものがあり、また、吟味し考察する人間の姿勢しだいでどのようなものでも歴史資料となりうるから、いくらでも細分が可能であるが、ごく大まかには以下の5つに大別することができる。
1. 新聞・雑誌・文学などもふくめ、文字によって記録された文献資料
2. 絵画・写真・漫画・地図などの図像資料
3. 映画・ビデオ・録音などの映像資料・音声資料
4. 考古資料
5. 風俗・習慣・伝説・民話・歌謡など伝承された民俗資料

これはあくまでも分類の一例である。このなかで、考古資料は人間活動の営為の痕跡を示す実物資料といえるが、そのいっぽうで資料としては、特に層位学的研究においては、堆積物としての性格を併せもっている。
なお、それぞれの歴史資料の詳細については、各項目を参照されたい。

## 考古資料の種類

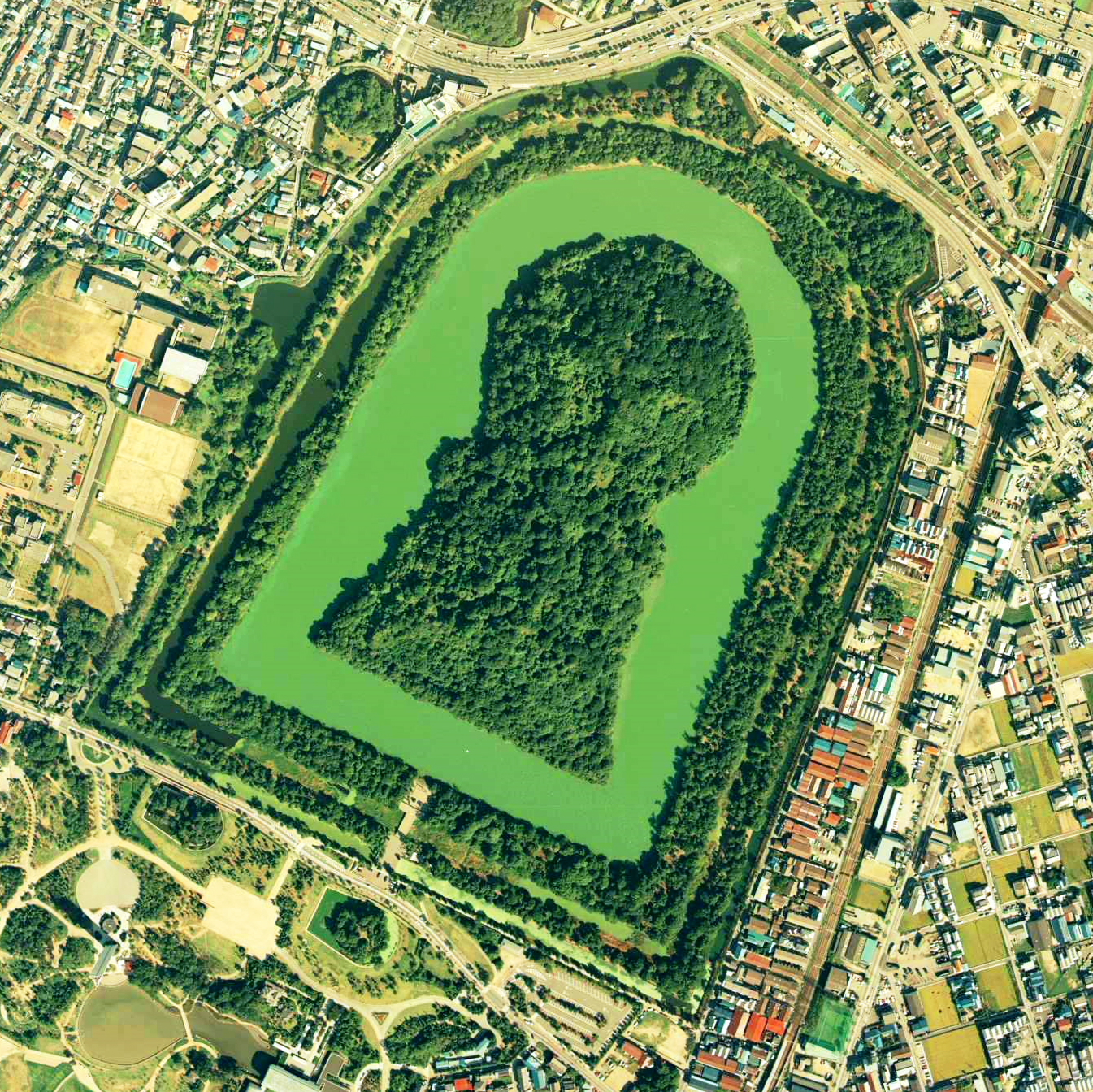
大仙陵古墳（大阪府堺市、

考古学では、過去の人が、主として土の中に残した活動のあとを資料として彼らの活動を追究する。これが考古資料である。考古資料には、以下のものがある。
1. 遺跡…過去の人の活動の場。人間が住んでいた場所（集落遺跡・都市遺跡・貝塚）、人が祈り祭った場所（祭祀遺跡）、寺や神社、神殿のあと（宗教遺跡）、人がものをつくった場所（製塩遺跡・製鉄遺跡・水田遺跡など。生産遺跡と総称）、道や港あと（交通遺跡）、死者を葬ったあと（墓地遺跡・古墳）、墓以外で意図的に何かを埋めた遺跡（経塚、銅鐸埋納遺跡など）などがある[2]。不動産的価値を有する「遺構」と動産的価値を有する「遺物」とを有機的につなげている環境もふくめて「遺跡」と称する[3]。なお、同一遺跡エリア（日本では埋蔵文化財包蔵地ともいう）内に、複数時期にまたがる複数種類の遺構が重層的に存在する遺跡を「複合遺跡」[4][5]、単一の年代・種類の遺構で構成される遺跡を「単純遺跡」という[6]。
2. 遺構…遺跡を構成する不動産的要素[3]。竪穴建物の掘り込みや柱穴、土坑、集落を囲む環濠の跡など[2]。
3. 遺物…遺跡を構成する動産的要素[3]。土器や石器・木器などの各種道具、道具をつくるための道具、燃料、さらに食用や道具を作る材料としてもちこんだ動植物の遺体、廃棄された貝殻・魚骨・獣骨、糞石（人のフン）なども遺物に含まれる[2][3]。
4. 遺跡に堆積した土層…遺物を含む自然堆積土層（遺物包含層）、遺構内に溜まった土層（遺構覆土）、掘削や廃棄・盛土・整地などにより人が築いた土層（古墳の墳丘盛土、貝塚の貝層、版築など）[2]。
5. 人の遺体（人骨）…化石化したものは化石人骨と称する[2]。

## 文化財保護法における位置づけ
文化財保護法第2条（文化財の定義）の第1項に、「建造物、絵画、彫刻、工芸品、書跡、典籍、古文書その他の有形の文化的所産で我が国にとつて歴史上又は芸術上価値の高いもの（これらのものと一体をなしてその価値を形成している土地その他の物件を含む。）並びに考古資料及びその他の学術上価値の高い歴史資料（以下「有形文化財」という。）」とあり、法的には有形文化財、無形文化財、民俗文化財、記念物、文化的景観、伝統的建造物群を「文化財」としたうちの「有形文化財」にあたる。また、同法27条によれば、有形文化財のうち重要なものを「重要文化財」、重要文化財のうち「世界文化の見地から価値の高いもので、たぐいない国民の宝たるもの」を国宝に指定することができる、としている。考古資料（考古遺物）で国宝に指定されているものは国宝一覧#考古資料の部にリストアップされている。
遺跡（および遺構）に関しては、「記念物」の扱いであり、第109条から第133条の（第7章）史跡名勝天然記念物で扱われる。特に重要な遺跡は「史跡」さらには「特別史跡」に指定され、保存の対象となる。しかしながら、考古学研究においては、本来的には、遺構・遺跡と遺物とを切り離すことはできないはずである。したがって、ここではもっぱら文化財の保護と活用に際しての便宜に供した区分になっているともいえる。
なお、同法の第92条から第108条まで（第6章）は、埋蔵文化財（土地に埋蔵されている文化財）の取り扱いに関する規定であるが、これは、発掘調査の対象となる遺跡ないしは考古学研究における考古資料とほぼ同義である。
認定規準を満たし、あるいは、法的手続きを経た考古資料が埋蔵文化財である。

## 考古資料の特質

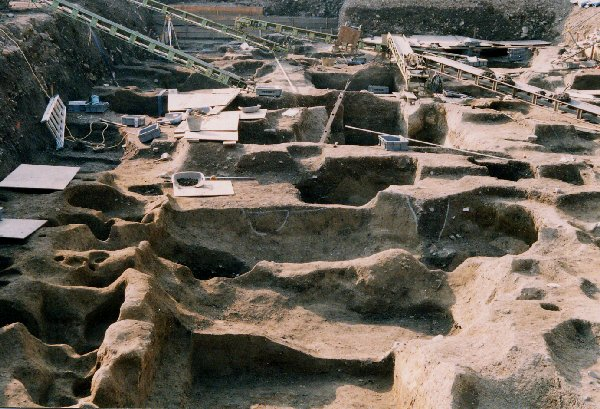
京都市内の発掘調査風景（江戸時代の層の下に秀吉時代の盛土整地層、室町、平安、古墳、弥生など各時代の遺物包含層がつづく）

地球上に人類が誕生してから、文字の発明まで文献資料には長い空白期間がある。こうした先史時代の様相を解明していくためには考古資料が欠かせない。
佐原眞によれば、考古資料をとくに文献資料と比較した際の特質として、以下の諸点を掲げている。
1. 文献資料は具体性に富み饒舌である一方、記録者の世界観やイデオロギーに規制され、作為を含む非事実や恣意的な解釈が書かれててあることもあり、誤字や誤りもおこりえる[10][11]。それに対して考古資料は「無口」だが基本的に「ウソをつかない」[10]。どんな破片であっても基本的には「ホンモノである」[10][注釈 3]。
2. 古い文献ほど中央側、体制側、有力者側、男性に偏る傾向がある。それに対して考古資料には片寄りがなく、「平等である」[10]。
3. 発見や発掘調査によって考古資料そのものがどんどん「増している」[12]。
4. 自然科学の発達とその提携とによって、花粉化石、細胞化石、寄生虫卵、脂肪酸、DNA、放射性同位体の割合など「目に見えない考古資料も増加している」[12]。
5. 道路建設などの開発行為によって遺跡がどんどん「減少している」[13]。
6. 「考古資料の洪水」のなかで、考古資料全体を把握している人がいない[14]。
7. 木材などくさってしまう有機質遺物や何度も鋳なおされる青銅器・鉄器など、考古資料は全体からみれば「残らないものの方が多い」[15][16]。

なお、日本中世史の石井進は、1970年代以降、歴史学（文献史学）の分野で活用されることの多くなった紙背文書が、廃棄処分された文書の再利用である点（長期保存にまわされない限界をもつこと）が考古学調査で大量に出土する陶磁片にも似ており、伝世品ではないが、偽作もほとんど考えられないことなど、多くの点で考古資料と共通する性質をもっていると指摘している。これは、古代の漆紙文書でも同様のことがいえる。石井はまた、文書史料は絶対年代がわかるが、考古資料は相対年代しかわからないというのは誤解であると述べている。
考古資料が「沈黙の資料」であることについては、人びとの恣意的解釈の範囲から外れているという意味では客観的ではあるが、遺存してきた多くが偶然性に因るという意味においては残存条件によって情報量に偏りがあることもまた事実である。いずれにせよ、文献資料も考古資料もともに制約をもつものであり、それゆえ相互に補完しあいながら歴史像を描いていく必要がある。

## 考古資料の取り扱い
博物館や美術館などで展示されている考古資料は、完全な形をしているものが多く、見た目も美しく、さほど弱いものに見えないが、実は長い年月を経てきたものであって、資料は時間の経過とともに劣化していく。また、実際に出土する遺物の多くは破片の状態で出土するのであり、これらをつなぎ合わせたり、欠損部を石膏や合成樹脂で補いながら復元される。そのため、取り扱いの任にあたる者は、見た目とは違う資料の脆弱性をしっかり認識せねばならない。
土器や埴輪については、突起・把手・装飾部分をもたないこと、両手で持つことが基本である。石器も刃部はきわめて鋭利に仕上げられているため、その部分に強い力がかかると簡単に折れたり、割れたりする可能性があり、しかも、こうした打製石器の刃部には貴重な情報がのこっているのでなるべくふれないよう心がけるべきである。
金属器を取り扱う場合は、事前にX線撮影をおこない、その状態を把握しておくことが望ましい。腐食やひびが著しい場合には脱塩処理が必要なケースもある。木器の場合は樹脂含浸処理や凍結乾燥処理などの化学的保存処理が施された資料であれば、他の考古資料と同様に扱うことができる。
なお、土層や貝層の剥ぎ取り標本や配石・立石・竪穴建物などの遺構も、貴重な展示資料となる。

## 日本のおもな考古資料館

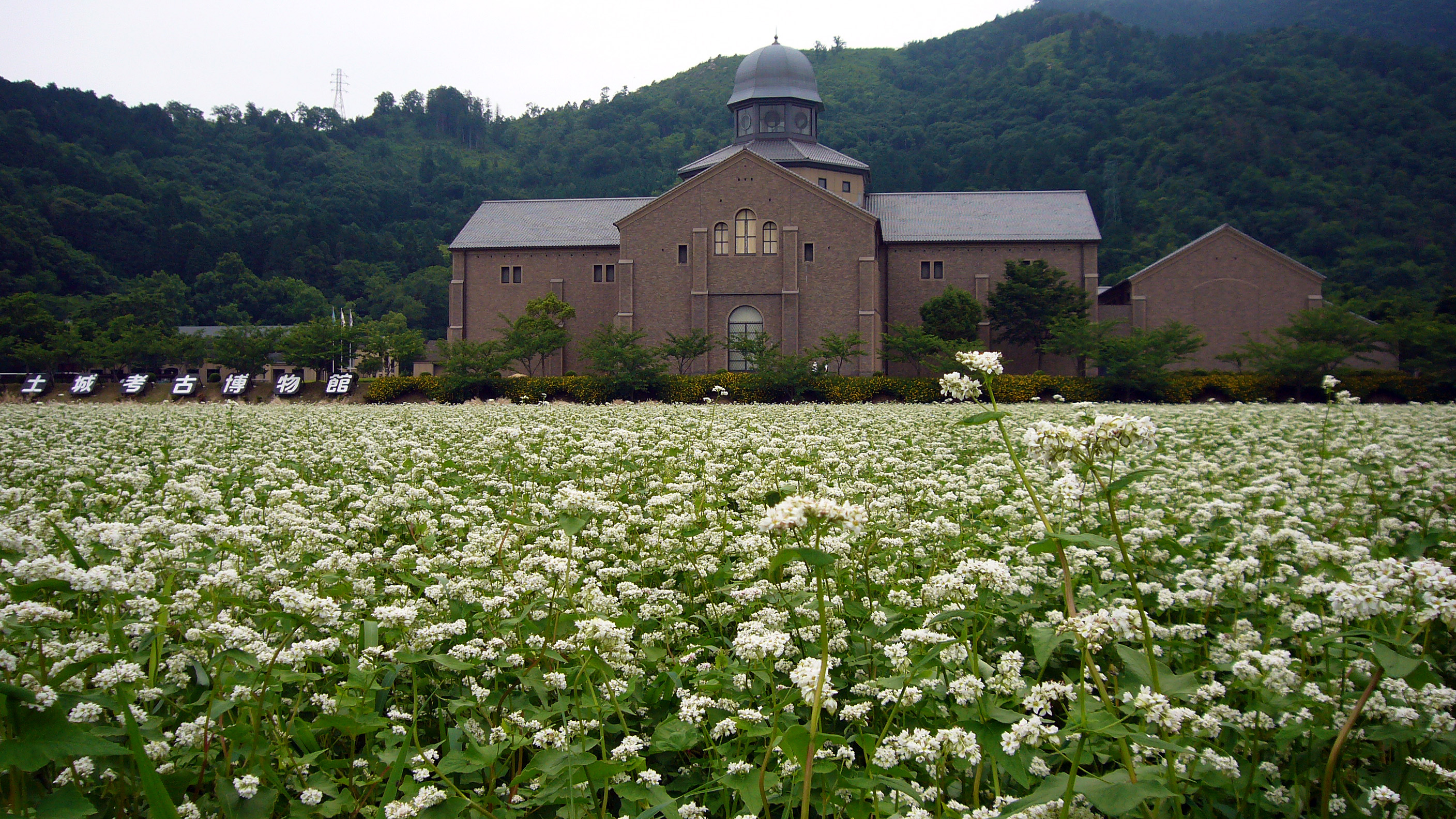
滋賀県立安土城考古博物館

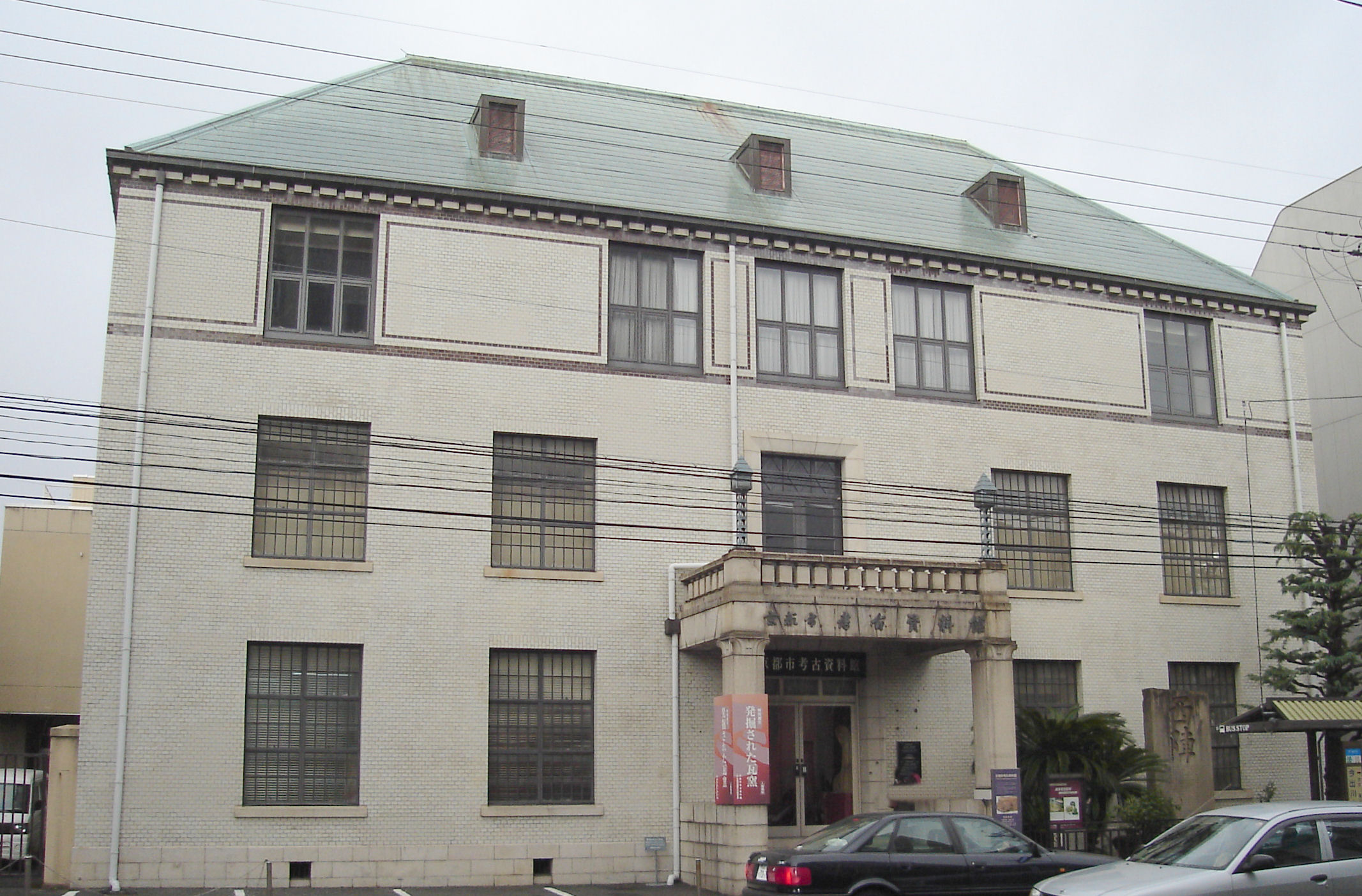
京都市考古資料館

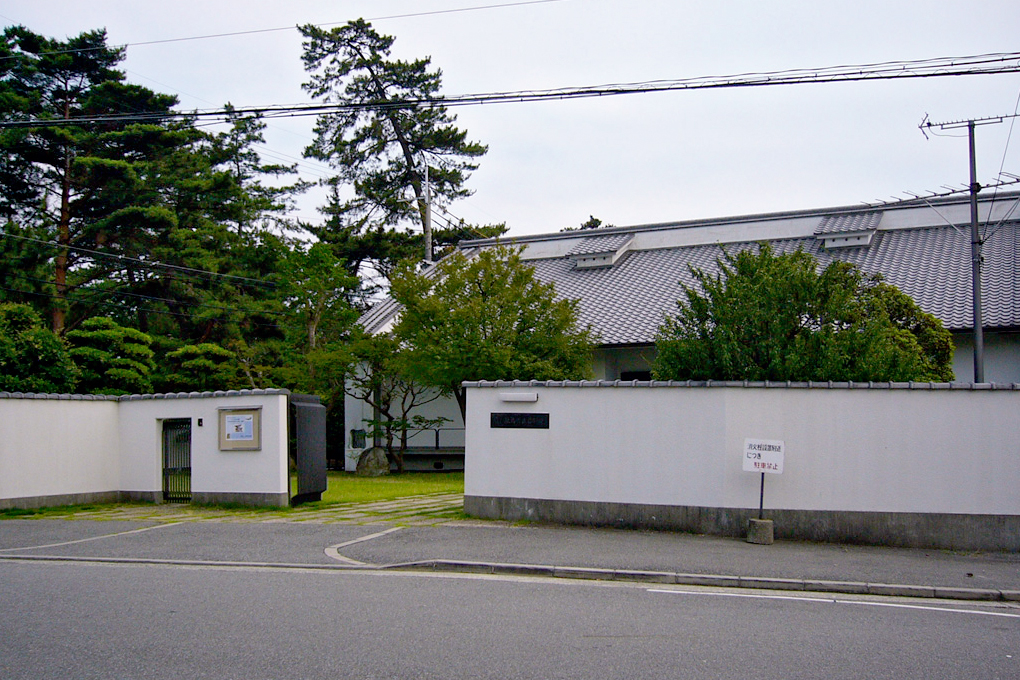
辰馬考古資料館正門

考古資料は国、都道府県、市町村設立の各博物館・資料館に数多く収蔵されている。ここでは、考古資料を専門的に展示する施設のみを掲げる。なお、大学附属の資料館としては國學院大學、明治大学、国際基督教大学などのものが著名である。（凡例は、所在地、関連遺跡・関連団体の順）
- つがる市縄文住居展示資料館カルコ（青森県つがる市、亀ヶ岡遺跡）
- 秋田県埋蔵文化財センター特別収蔵室（秋田県大仙市、払田柵）
- 山形県立うきたむ風土記の丘考古資料館（山形県高畠町、山形県埋蔵文化財センター）
- 地底の森ミュージアム（宮城県仙台市、富沢遺跡）
- 奥松島縄文村歴史資料館（宮城県東松島市、里浜貝塚）
- いわき市考古資料館（福島県いわき市）
- 栃木県立なす風土記の丘資料館（栃木県大田原市・那珂川町、那須国造碑ほか）
- 高崎市観音塚考古資料館（群馬県高崎市）
- 岩宿博物館（群馬県みどり市、岩宿遺跡）
- 佐渡考古資料館（新潟県佐渡市）
- 松本市立考古博物館（長野県松本市）
- 北相木村考古博物館（長野県北相木村、栃原岩陰遺跡）
- 山梨県立考古博物館（山梨県甲府市、甲斐銚子塚古墳ほか）
- 宮島考古資料館（名古屋市名東区）
- 名古屋市見晴台考古資料館（名古屋市南区）
- 滋賀県立安土城考古博物館（滋賀県近江八幡市安土町、安土城）
- 京都市考古資料館（京都市上京区）
- 辰馬考古資料館（兵庫県西宮市）
- 奈良県立橿原考古学研究所附属博物館（奈良県橿原市）
- 福市考古資料館（鳥取県米子市、福市遺跡）
- 下関市立考古博物館（山口県下関市、綾羅木郷遺跡）
- 徳島市立考古資料館（徳島県徳島県）
- 宮崎県立西都原考古博物館（宮崎県西都市、西都原古墳群）
- 鹿児島県立博物館・考古資料館（鹿児島県鹿児島市）
- 指宿市考古博物館（鹿児島県指宿市、橋牟礼川遺跡）

## 世界のおもな考古博物館

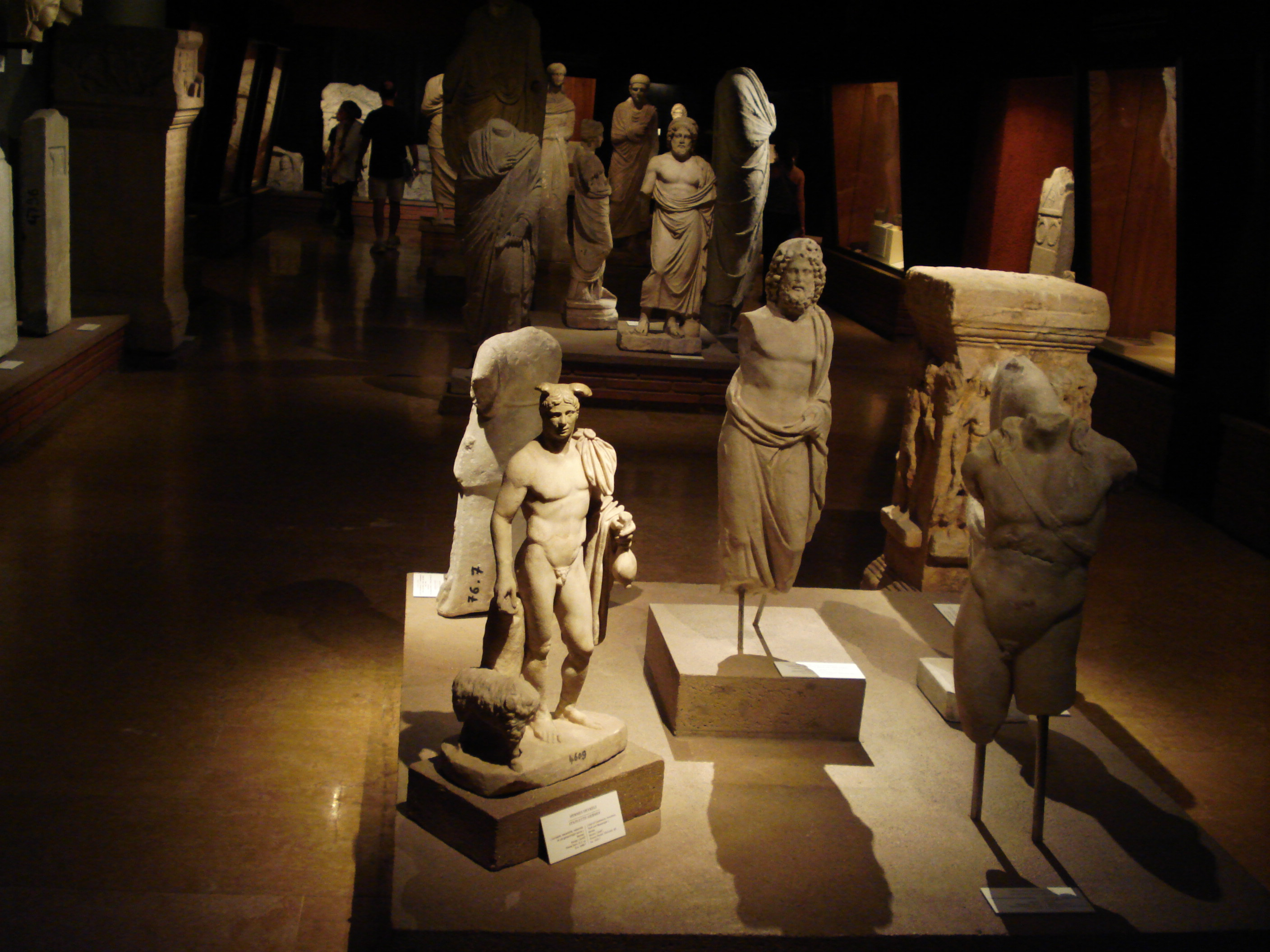
イスタンブール考古博物館の展示

- エジプト考古学博物館（エジプト、カイロ）
- ルクソール博物館（英語版） （エジプト、ルクソール）
- イスタンブール考古博物館（トルコ、イスタンブール）
- ナポリ国立考古学博物館 （イタリア、ナポリ）
- ミラノ考古博物館（英語版） （イタリア、ミラノ）
- アテネ国立考古学博物館 （ギリシャ、アテネ）
- コルフ考古学博物館（英語版） （ギリシャ、ケルキラ）
- テッサロニキ考古学博物館（英語版） （ギリシャ、テッサロニキ）
- デルフォイ考古学博物館（英語版） （ギリシャ、デルフォイ）
- ヘラクレイオン考古学博物館（英語版） （ギリシャ、クレタ島・イラクリオ）
- エルリングハウゼン考古学野外博物館（ドイツ語版） （ドイツ、エルリングハウゼン）
- グロース・ラーデン考古学野外博物館（ドイツ語版） （ドイツ、メクレンブルク＝フォアポンメルン州）
- 低オーストリア先史考古博物館（オーストリア）
- モースゴー先史博物館（英語版） （デンマーク、オーフス）
- メサ・ヴェルデ（アメリカ合衆国、コロラド州）
- 天野博物館（ペルー、リマ）
- 国立古生物考古博物館（ボリビア、タリハ）